# Tmesisternus salomonus
Tmesisternus salomonus är en skalbaggsart. Tmesisternus salomonus ingår i släktet Tmesisternus och familjen långhorningar.

## Underarter
Arten delas in i följande underarter:
- T. s. salomonus
- T. s. aurescens
- T. s. vellalavellae